# باکشیگانج
باکشیگانج (به لاتین: Baksiganj) یک منطقهٔ مسکونی در بنگلادش است که در ناحیه جمال‌پور واقع شده‌است. باکشیگانج ۲۰۴٫۳ کیلومتر مربع مساحت و ۲۱۸٬۹۳۰ نفر جمعیت دارد.